# Summertown (Georgia)
Summertown è un comune degli Stati Uniti d'America, situato nello Stato della Georgia, nella Contea di Emanuel.